# Фискальные марки Британского Гондураса
Фискальные марки Британского Гондураса были изданы в 1899 году. Это был единственный выпуск фискальных марок Британского Гондураса (ныне Белиза).

## Описание
Вышедший в 1899 году единственный фискальный выпуск Британского Гондураса представлял собой находившиеся тогда в обращении почтовые марки со сделанной на них надпечаткой слова англ. «REVENUE» («Гербовый сбор»).
В рамках этого выпуска были эмитированы марки четырёх номиналов: 5 центов, 10 центов, 25 центов и 50 центов на 1 шиллинге. Известны также два разных размера надпечатки: 11 мм и 12 мм в длину.
Кроме того, существует ряд разновидностей надпечатки, которые пользуются значительным спросом у коллекционеров, например, «BEVENUE», «REVENU» и «REVE UE».
Несмотря на то, что эти марки предназначались для фискальных целей, они также годились для почтового обращения, то есть были почтово-гербовыми марками.
Никаких других фискальных марок Британского Гондураса или Белиза неизвестно, поскольку в других случаях в фискальных целях использовались почтовые марки.